# Пирасора
Пирасора — высокогорное селение в Лерикском районе Азербайджана. Селение известно тем, что в нём жил талышский долгожитель Махмуд Эйвазов, который прожил 152 года.

## География
Деревня Пирасора расположена к юго-западу от города Лерик, в 22 километрах к западу от государственной автомагистрали A 30. Деревня содержит около 177 домов, расположенных вдоль обоих берегов главного северного притока реки Конджаву. В административный район Пирасора входили деревни Пирасора, Бузейир и Оранд. Позже деревня Оранд сама стала административным центром.

## Экономика
Как и подавляющее большинство людей, которые живут в округе, жители всех трех деревень зависят от фермерства для своего экономического выживания. Люди в Чайруде и Пирасоре в основном зависят от животноводства. Стадо овец, коз, коров и лошадей пасется в высоких горах над деревней в течение лета и либо загоняется в низины, либо кормится сеном в зимние месяцы.

## Численность и этнический состав
По данным списков населённых мест Бакинской губернии от 1870 года, составленных по сведения камерального описания губернии с 1859 по 1864 гг., в селении Пирасора Ленкоранского уезда было 36 дворов с населением 318 человек, состоящее из талышей-шиитов.
Согласно сборника сведений о Кавказе под редакцией Н. Зейдлица 1879 года, в селе Пирасора было 41 двор с населением 350 человек, народность — талыши, по вере — мусульмане-шииты.
По сборнику сведений по Бакинской губернии 1911 года село Пирасора имело 67 дворов с населением 390 человек, по национальности — талыши. Пирасора находилось в Говеринском обществе, Зувандского полицейского участка, Ленкоранского уезда.
А согласно Кавказского календаря на 1915 год в селе Барзаву проживало 405 человек, по народности — талыши.
По данным переписи населения Азербайджана 2009 года в селе Пирасора живёт 2 580 человек.